# جاك سبنسر
جاك سبنسر (بالإنجليزية: Jack Spencer)‏ (24 أغسطس 1920 في المملكة المتحدة - 1 يناير 1966) هو لاعب كرة قدم بريطاني (وحمل سابقاً جنسية المملكة المتحدة لبريطانيا العظمى وأيرلندا) في مركز مهاجم داخلي. لعب مع نادي بيرنلي وأكرينجتون ستانلي ‏.